# Get Up with It
 (janvier 2023).
Si vous disposez d'ouvrages ou d'articles de référence ou si vous connaissez des sites web de qualité traitant du thème abordé ici, merci de compléter l'article en donnant les références utiles à sa vérifiabilité et en les liant à la section « Notes et références ».
Albums de Miles Davis
Big Fun
(1972) Agharta et Pangaea
(1975)
Get up with it est un album de jazz fusion du compositeur et trompettiste de jazz américain Miles Davis.

## Historique
L'album contient des enregistrements de Miles Davis lors de plusieurs séances entre 1970 et 1974, montés par son producteur, Teo Macero. Il est initialement diffusé sous la forme de deux LPs. C'est son dernier album studio produit dans les années 70. Suivront deux albums live enregistrés au Japon en 1975, puis cinq années de retrait du monde musical.
Les formations avec lesquelles joue Miles comprennent des musiciens ayant joué dans ses groupes de la fin des années 60 au début des années 70.
Ce disque peut être considéré comme un « résumé » de ce qu'a joué Miles dans les années 70, et il annonce, dans sa production, sa forme et sa richesse, des albums à venir tels Tutu (1986) ou The Man with the Horn (1981).
He Loved Him Madly est un hommage à Duke Ellington qui s'est éteint quelques mois avant la fin des enregistrements[réf. souhaitée]. Le titre Rated X préfigure, par sa structure rythmique, ce que l'on pourra entendre dans l'electro-jazz teinté de drum and bass des années 1990/2000.[réf. souhaitée]
L'album a été classé au 8e rang des albums de Jazz au Billboard en 1975.

## Titres de l’album
Toute la musique est composée par Miles Davis.
| No     | Titre              | année | Durée |
| ------ | ------------------ | ----- | ----- |
| Face 1 |                    |       |       |
| 1.     | He Loved Him Madly | 1974  | 32:20 |
| Face 2 |                    |       |       |
| 1.     | Maiysha            | 1974  | 14:56 |
| 2.     | Honky Tonk         | 1970  | 5:57  |
| 3.     | Rated X            | 1972  | 6:53  |
| Face 3 |                    |       |       |
| 1.     | Calypso Frelimo    | 1973  | 32:08 |
| Face 4 |                    |       |       |
| 1.     | Red China Blues    | 1972  | 4:10  |
| 2.     | Mtume              | 1974  | 15:12 |
| 3.     | Billy Preston      | 1972  | 12:35 |